# يوكو ناتسكي
يوكو ناتسكي (باليابانية: 夏樹陽子) هي عارضة أزياء وممثلة يابانية، ولدت في 24 أكتوبر 1952 في اليابان.

## وصلات خارجية
- يوكو ناتسكي على موقع IMDb (الإنجليزية)
- يوكو ناتسكي على موقع ميوزك برينز (الإنجليزية)
- يوكو ناتسكي على موقع قاعدة بيانات الفيلم (الإنجليزية)